# Iroma
Iroma è una località del comune di Nocera Superiore, in provincia di Salerno.

## Geografia

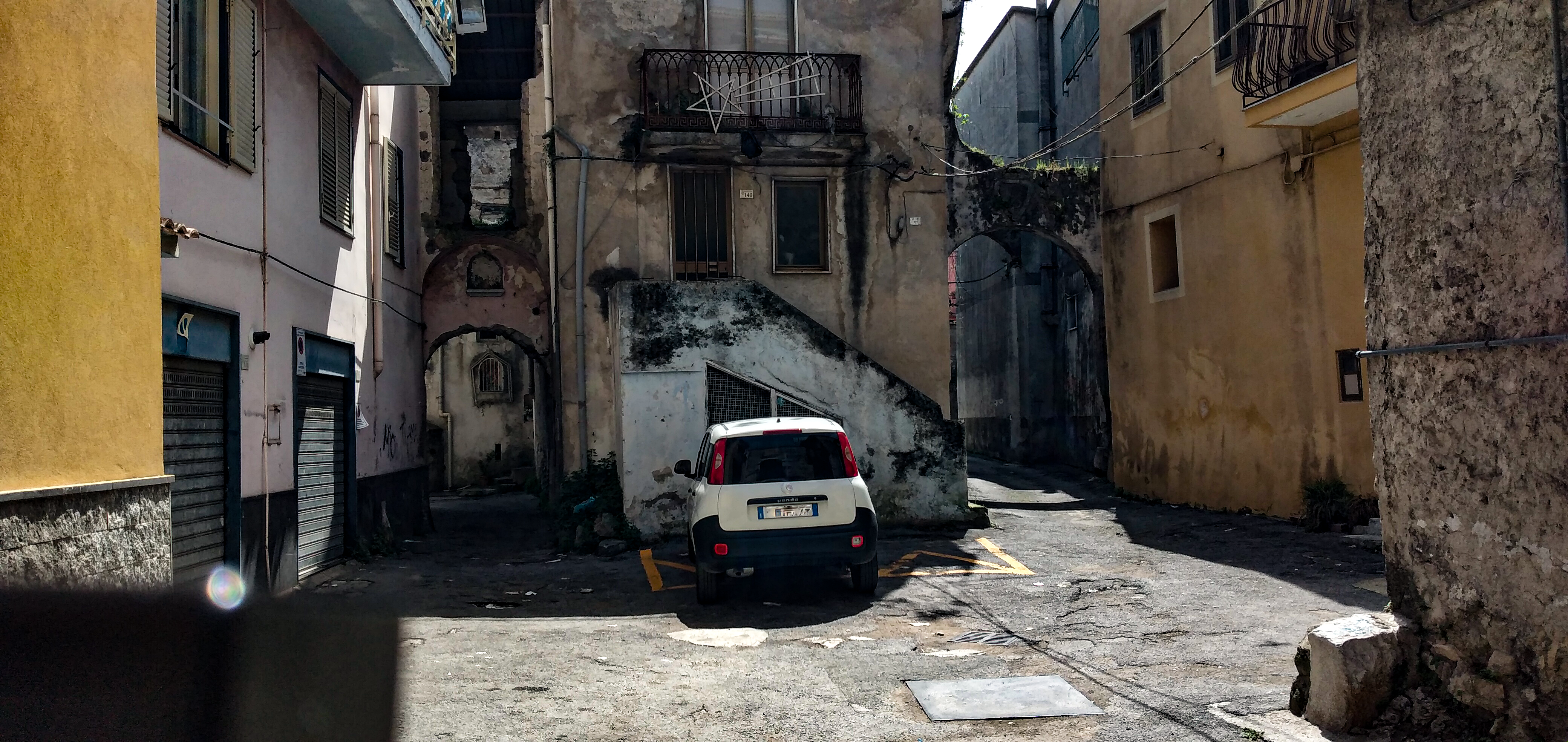
Il cortile che rappresenta il nucleo storico di Iroma

Iroma è un piccolo agglomerato di case che sorge lungo la Strada Provinciale 81, tratto nella quale prende proprio il nome della frazione, frapposto tra Croce Malloni e Materdomini, il caseggiato si concentra in due lunghe corti.

## Storia
La zona di Iroma è conosciuta fin dai tempi remoti, la sua posizione è strategica, in quanto si trovava su un importante snodo della Via Popilia Annia che portava alla città di Nuceria Alfaterna, infatti studiosi locali hanno avanzato l'ipotesi che lo stesso nome della frazione derivi dalla parola greca droma che significa strada.
Un piccolo agglomerato di case era già noto nel medioevo, a ridosso della platea boschiva ai piedi del Castello di Apudmontem. In una di queste case, nel 1059 avrebbe pernottato papa Niccolò II, il quale era diretto a Melfi, la stessa cosa accadde due anni dopo.

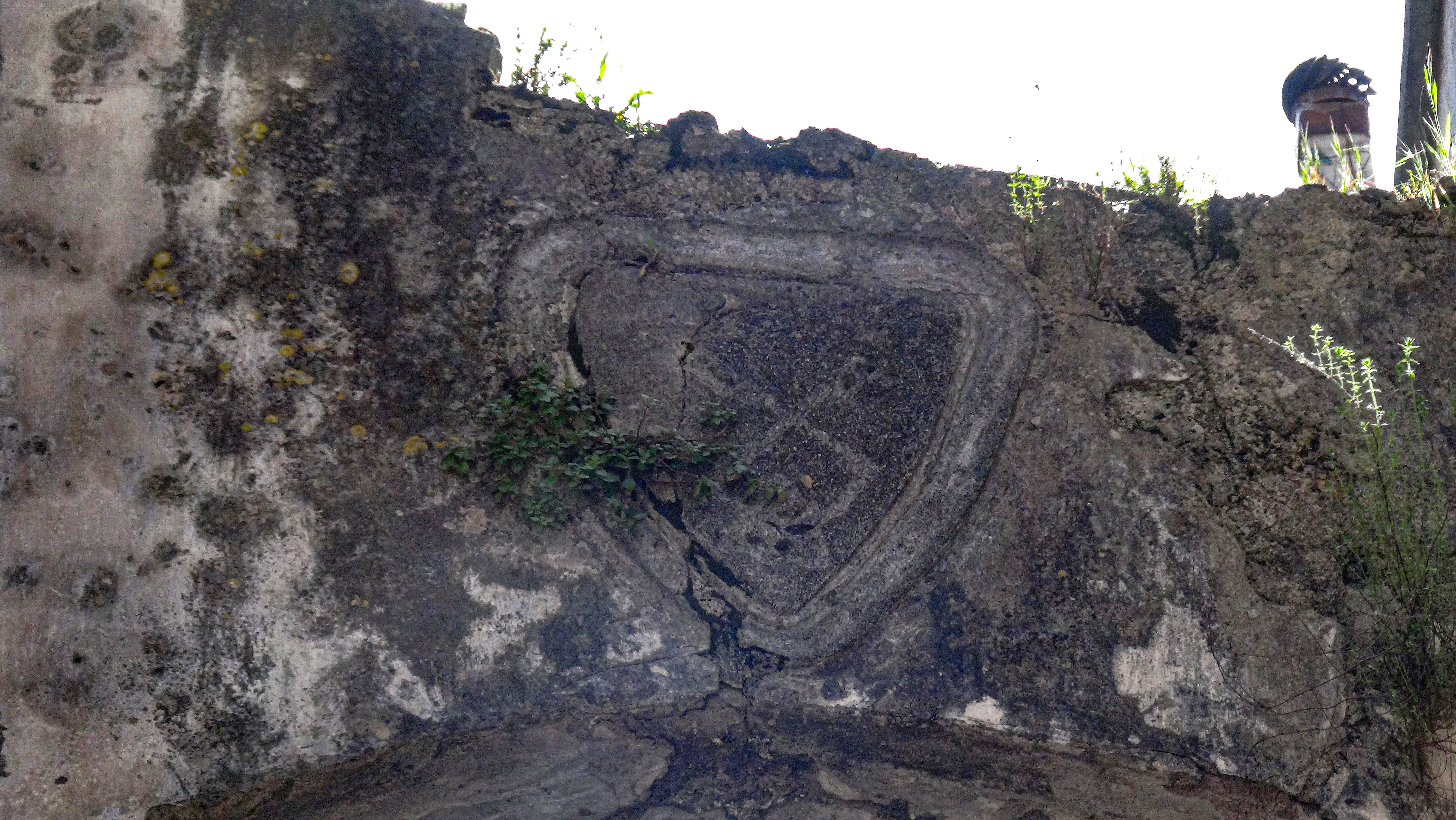
Effigie papale presso il cortile storico di via Iroma

Una credenza popolare attribuirebbe invece il nome di Iroma alla parola latina hic Roma, in merito al detto che recita "Dov'è il Papa, ivi è Roma", a testimonianza di ciò vi esiste un simbolo papale sulla chiave di volta dell'arco di un palazzotto.Nel 1061 poco distante da Iroma lo stesso pontefice elevò al rango di santuario e consacrò, la piccola chiesetta dedicata al quadro di fabbrica bizantina della Materdomini. Caduto il feudo di Apudmontem, il villaggio divenne parte del Corpo di Nocera, parte della rinascente Civitas Nuceriæ. Nel rinascimento fu feudo dei Castaldo e dei Calenda di Tavani. Iroma fece ininterrottamente parte di Nocera Corpo fino al 1834, quando fu riunito il comune di Nocera. Dal 1851 è parte di Nocera Superiore.